# Andimeshk
Andīmeshk (in arabo صالحية‎?, in persiano اندیمِشک‎) è il capoluogo dello shahrestān di Andimeshk, circoscrizione Centrale, nella provincia del Khūzestān. Aveva, nel 2006, una popolazione di 119.422 abitanti. Si trova circa 34 km a nord di Shush (Susa).

## Lingue
la lingua parlata nella città è l'arabo oltre alla lingua persiana che è la lingua ufficiale dello stato.